# Rajd Elmot 2010
Rezultaty Rajdu Elmot (Krause 38. Rajd Elmot), 1. rundy Rajdowych Samochodowych Mistrzostw Polski w 2010 roku, który odbył się w dniach 24-25 kwietnia:

## Wyniki
| Miejsce | Kierowca             | Pilot            | Samochód                 | Grupa-Klasa | Czas      | Strata |
| ------- | -------------------- | ---------------- | ------------------------ | ----------- | --------- | ------ |
| 1.      | Tomasz Kuchar        | Daniel Dymurski  | Peugeot 207 S2000        | S2000       | 1:20:03.5 |        |
| 2.      | Michał Sołowow       | Maciej Baran     | Ford Fiesta S2000        | S2000       | 1:21:01.5 | 58.0   |
| 3.      | Leszek Kuzaj         | Craig Parry      | Škoda Fabia S2000        | S2000       | 1:21:14.6 | 1:11.1 |
| 4.      | Sebastian Frycz      | Jacek Rathe      | Mitsubishi Lancer Evo IX | N-4         | 1:22:50.7 | 2:47.2 |
| 5.      | Maciej Rzeźnik       | Przemysław Mazur | Škoda Fabia S2000        | S2000       | 1:22:53.0 | 2:49.5 |
| 6.      | Kamil Butruk         | Maciej Wilk      | Mitsubishi Lancer Evo IX | N-4         | 1:23:48.1 | 3:44.6 |
| 7.      | Kajetan Kajetanowicz | Jarosław Baran   | Subaru Impreza           | N-4         | 1:24:21.7 | 4:18.2 |
| 8.      | Marcin Bełtowski     | Paweł Drahan     | Subaru Impreza           | N-4         | 1:25:17.1 | 5:13.6 |
| 9.      | Michał Bębenek       | Grzegorz Bębenek | Citroën C2 R2            | R           | 1:25:46.2 | 5:42.7 |
| 10.     | Robert Kujawski      | Rafał Rzemień    | Renault Clio R3          | R           | 1:26:22.6 | 6:19.1 |